# Шейко, Николай Михайлович
Николай Михайлович Шейко (24 мая 1938, Харьков — 9 сентября 2023, Москва) — советский и российский режиссёр театра и кино, заведующий литературной частью МХТ им. Чехова. Заслуженный деятель искусств Российской Федерации (1999).

## Биография
Окончил Харьковский театральный институт, где педагогами Н. М. Шейко по режиссуре были А. Б. Глаголин и Б. Н. Норд. Ещё будучи студентом, в 1961 году Николай Шейко организовал в Москве в Студенческом театре МГУ первый вечер, посвящённый памяти Вс. Э. Мейерхольда, а затем — в 1962 году в Харькове — первый вечер, посвящённый памяти Леся Курбаса. До этого имена двух выдающихся репрессированных режиссёров старались публично не упоминать. Сценическую деятельность начал в 1962 году в Киевском театре имени И. Франко. Работал режиссёром-постановщиком в Рижском ТЮЗе (1965—1972), Александринском театре Санкт-Петербурга (1973—1982), главным режиссёром в Минском Республиканском молодёжном театре (1972—1973) и Русском театре Эстонии (Таллинн) (1982—1988).
С 1987 года жил в Москве. Работал в театре «Эрмитаж» (1988—1992), одновременно ставил в театре им. Пушкина. Всего поставил около 100 спектаклей по произведениям М. Лермонтова, Н. Гоголя, А. Островского, И. Гончарова, А. Чехова, А. Толстого, Л. Леонова…
Обращался к драматургии современных авторов: А. Арбузова («Вечерний свет», «Ночная исповедь»), А. Гладкова («Молодость театра»), А. Володина («С любимыми не расставайтесь», «Дневники королевы», «Назначение», «Ящерица»), Э. Радзинского («Беседы с Сократом», «А существует ли любовь? — спрашивают пожарные»).
Его основной театральный интерес был связан с классической драматургией: Шекспиром, Мольером, Мариво и в первую очередь с итальянским театром. Неоднократно ставил пьесы К. Гоцци («Зелёная птичка» и «Счастливые нищие»), К. Гольдони («Самодуры», «Венецианский антиквар»).
Автор статей об итальянском и русском театре, о творчестве Вс. Мейерхольда.
В МХТ им. Чехова пришёл в 1992 году.
Скончался 9 сентября 2023 года на 86-м году жизни. Похоронен на Митинском кладбище., участок 170б в одной могиле с Гвоздицким Виктором Васильевичем (30 сентября 1952- 21 мая 2007) — актёром театра и кино. Заслуженный артист РСФСР (1991). Народный артист Российской Федерации (1999).

## Театральные работы

### Театр драмы им. И. Франко
1962 — Мещанин во дворянстве. Ж.-Б. Мольер
- 1965 — В степях Украины. А. Корнейчук

### Рижский театр юного зрителя
- 1965 — На всякого мудреца довольно простоты. А. Островский
- 1966 — Приключения Буратино. А. Толстой
- 1966 — Варшавский набат. Вадим Коростылёв
- 1969 — Обыкновенная история. В. Розов (по И. Гончарову)
- 1970 — Зелёная птичка. К. Гоцци (в латышской труппе театра)
- 1971 — Зелёная птичка. К. Гоцци (в русской труппе театра)

### Ленинградский театр драмы имени А. С. Пушкина
- 1974 — Похождения Чичикова или Мертвые души. Н. Гоголь
- 1976 — Беседы с Сократом. Э. Радзинский
- 1976 — Зелёная птичка. К. Гоцци
- 1978 — Унтиловск. Л. Леонов
- 1980 — Высшая мера. В. Арро
- 1982 — А существует ли любовь? — спрашивают пожарные. Э. Радзинский
- 1982 — Юбилей или Театральный разъезд спустя 225 лет. (Творческий вечер Александринского театра)

### Минский республиканский театр юного зрителя
- 1966 — Приключения Буратино. А. Толстой
- 1972 — Зелёная птичка. К. Гоцци
- 1972 — С любимыми не расставайтесь. А. Володин
- 1973 — Новые приключения Карлсона. А. Линдгрен
- 1997 — Счастливые нищие. К. Гоцци
- 2006 — Бесплодные усилия любви. У. Шекспир

### Театр «Лю Сорнер» (в Париже)
- 1991 — Пропавший сюжет. Л. Зорин

### Таллиннский русский драматический театр(Эстония)
1982 — Блаженный остров. М. Кулиш
1985 — Сон в летнюю ночь. У. Шекспир
1985 — Ночная исповедь. А. Арбузов
1985 — Маскарад. М. Лермонтов (сценография Александра Орлова)

### МХТ им. Чехова
- 1993 — Блаженный остров. М. Кулиш
- 1995 — Маскарад. М. Лермонтов
- 1998 — Сон в летнюю ночь. У. Шекспир
- 2000 — «Венецианский антиквар» К. Гольдони
- 2003 — Учитель словесности. В. Семеновский (сочинение на темы Ф. Сологуба)

### Театр «Эрмитаж»
- 1991 — Путешествие Вениамина Третьего в Святую землю (автор пьесы и режиссёр). М. Мойхер-Сфорим
- 2005 — Последнее письмо (композиция и постановка). По роману В. Гроссмана «Жизнь и судьба»

## Фильмография

### Режиссёрские работы
- 1963 — Рыбки захотелось… К/ст им. Довженко
- 1999 — Счастливые нищие. Телеверсия спектакля Минского республиканского молодёжного театра по пьесе Карло Гоцци

### Актёрские работы
- 2004 — «Долгое прощание». Экранизация повести Юрия Трифонова. Режиссёр: Сергей Урсуляк

## Интересные факты
- Родом из театральной семьи: бабушка, Анна Николаевна Галицкая, была известной актрисой.

## Статьи
- Нам не страшен мелкий бес? Ирина Алпатова, Планета Красота, 4.10.2003
- Неча на зеркало плевать… Елена Ямпольская, Русский курьер, 3.06.2003
- Неподражаемо противный спектакль. Марина Шимадина, Коммерсантъ, 22.05.2003
- Поэзия и проза «Эрмитажа». Наталья Казьмина. Первое сентября, 3.09.2005
- Смотреть в глаза невыносимо. Григорий Заславский, Независимая газета, 27.05.2005
- Кто в доме хозяин? Наталья Казьмина. Планета Красота, № 7-8, 2008
- Режиссёр на пенсии. Григорий Заславский, Независимая газета, 23.05.2008
- Николай Шейко стал заведующим. Ольга Фукс, Вечерняя Москва, 27.05.2008
- Человек на букву «К». Виктор Гвоздицкий. Петербургский театральный журнал, № 2, 1999

## Награды
- Орден Дружбы (5 апреля 2009 года)[2]